# Video Recordings Act 2010
Video Recordings Act 2010 är en brittisk parlamentsakt antagen den 21 januari 2010, som ersatte gamla Video Recordings Act 1984. Bakgrunden var att det i augusti 2009 visat sig att Storbritanniens regering glömt att skicka in gamla Video Recordings Act 1984 till Europeiska kommissionen, vilket gjort att lagen aldrig kunnat gälla.
Den nya lagen innebar att den tidigare lagen avskaffades, medan dess innehåll återupplivades utan tillägg. vilket innebär att filmer och serier i Storbritannien fortfarande måste granskas och klassificeras av British Board of Film Classification före de släpps på video. Förslag till tillägg, så att lagen främst enbart riktas mot barn, har dock diskuterats.

### Fotnoter
1. ↑  ”Video Recordings Act 2010” (på engelska). Legislation. 11 mars 2010. http://www.legislation.gov.uk/ukpga/2010/1/contents. Läst 22 maj 2015.
2. ↑  ”Lagligt att sälja porr och våldsspel till barn i Storbritannien”. Level 7. 25 augusti 2009. Arkiverad från originalet den 4 mars 2016. https://web.archive.org/web/20160304214558/http://level7.nu/pages/Lagligt_Att_Salja_Porr_Och_Valdsspel_Till_Barn_I_Storbritannien. Läst 22 maj 2015.
3. ↑  ”The Video Recordings Act” (på engelska). BBC. 11 mars 2010. http://www.bbfc.co.uk/education-resources/student-guide/legislation/video-recordings-act. Läst 22 maj 2015.
4. ↑  ”1984 film classification law gets reboot” (på engelska). The Register. 21 januari 2010. http://www.theregister.co.uk/2010/01/21/film_classification/. Läst 22 maj 2015.
5. ↑  ”Amending The Video Recordings Act 2010 (1984)” (på engelska). Govyou. 15 juli 2010. Arkiverad från originalet den 4 maj 2018. https://web.archive.org/web/20180504225611/http://www.govyou.co.uk/amending-the-video-recordings-act-2010-1984/#. Läst 22 maj 2015.